# アイ・ウォナ・ビー・ラヴド・バイ・ユー
「アイ・ウォナ・ビー・ラヴド・バイ・ユー」（I Wanna Be Loved by You）は、ハーバート・ストサートとハリー・ルビーの作曲、バート・カルマーの作詞によって、1928年のミュージカル『Good Boy』のために書かれた曲。日本語では表記に揺れがあり、「アイ・ワナ・ビー・ラブド・バイ・ユー」、「アイ・ウォナ・ビー・ラブド・バイ・ユー」、「アイ・ワナ・ビー・ラヴド・バイ・ユー」といった表記や、後述のようにマリリン・モンローがこの曲を歌った映画の日本語題から「お熱いのがお好き」を曲名としてあつかう例も見られる。

## 歌唱と普及
最初にこの曲を歌ったのは、1928年のヘレン・ケインで、彼女はその赤ん坊のような喋り方や、歌詞のおまけに付けられたスキャットの歌い方から、「ブブッパドゥ・ガール (Boop-Boop-a-Doop Girl)」として知られるようになった。このケインの吹き込みは、彼女の人気が絶頂を迎えようとしていたときであり、この曲は彼女の代表曲となった。2年後、ケインをモデルにしたキャラクターのベティ・ブープが創作された。
後年、ベティ・ブープは、1980年のアニメーション映画『The Romance of Betty Boop』で、この曲を歌った。
1950年、この曲は、カルマーとルビーの伝記映画『土曜は貴方に (Three Little Words)』で取り上げられ、デビー・レイノルズとカールトン・カーペンターが、それぞれヘレン・ケインとヴォードヴィル芸人テッド・ヒーリーに扮して、この曲を歌った。このときの歌声は、レイノルズではなく、ヘレン・ケイン本人が代わって入れている。

### マリリン・モンローによる『お熱いのがお好き』での歌唱
この曲は、マリリン・モンローの最も有名な歌唱のひとつであり、ビリー・ワイルダー監督作品の古典的喜劇映画『お熱いのがお好き (Some Like It Hot)』にとりあげられた。
この曲は、アメリカレコード協会 (RIAA) が、1300人に質問を送り、200人がこれに応じた調査「20世紀の歌」において、選択肢のひとつに採用された。
モンローによって歌唱されて以降、この曲は『七年目の浮気』でのスカートがめくれ上がるシーンなどとともに「マリリン・モンローのイメージ」に強く結びつけられるようになった。

### そのほかのカバー
この曲は、ヴォーン・デ・リース、アネット・ハンショー、ジャック・レモン、フランク・シナトラ、ミス・ミラーとザ・チペッツ (Miss Miller and The Chipettes)、ロンダ・タウンズ (Rhonda Towns)、ローズ・マーフィ、ティナ・ルイーズ、ヴェールカ・セルヂューチュカ、パトリシア・カース、シネイド・オコナー、飯島直子、椎名林檎、ポール・マンチン (Paul Manchin)、クレア・ジョンストン、ロレーン・アラン (Lorraine Allan)（旧名、ロレーン・グレイ Lorraine Gray）など多数によって吹き込まれてきた。
女優のルー・マクラナハンは、人気シットコム番組『The Golden Girls』で、ブランシェ・デヴロー役を演じ、この曲をユーモラスに歌った。俳優ロバート・リードと女優フローレンス・ヘンダーソンは、1973年に放送された、『ゆかいなブレディー家』のエピソード「Never Too Young」で、この曲を一緒に歌った。